# USA:s finansdepartement
USA:s finansdepartement (engelska: United States Department of the Treasury) ansvarar för finanspolitiska frågor och leds av USA:s finansminister (Secretary of the Treasury). 
Finansdepartementet inrättades 1789 och den första finansministern var Alexander Hamilton. Dess säte är Treasury Building i Washington, D.C., som ligger bredvid Vita huset i ostlig riktning.

## Organisation
Finansministerns närmsta medarbetare är den biträdande finansministern (Deputy Secretary of Treasury). En tidigare benämning för finansministerns närmaste medarbetare var Under Secretary of Treasury, en titel som idag tilldelas politiskt tillsatta enhetschefer närmast under den biträdande finansministern. En annan viktig medarbetare är Treasurer of the United States vars underskrift förekommer på alla amerikanska sedlar. 

### Myndigheter
- Internal Revenue Service
- Office of Foreign Assets Control
- United States Mint